# Fun Spot Amusement Park & Zoo
Fun Spot Amusement Park & Zoo is een voormalig attractiepark in Angola in de Amerikaanse deelstaat Indiana.

## Geschiedenis
Het park werd geopend in 1956 en was ook een van de oudere parken van de Verenigde Staten. Hoewel het zeer klein was in vergelijking met sommige andere parken in de regio, zoals Cedar Point en Michigan's Adventure, bleef het toch een van de grotere parken in de regio. Het was ook lange tijd het enige park met een achtbaan waar een inversie in zat (Afterburner). Dit bleef zo totdat in 2008 de Steel Hawg in Indiana Beach. Begin 2009 werd bekendgemaakt dat het park dat jaar niet openging in verband met de slechte economie. Later dat jaar werd bekendgemaakt dat het park voorgoed zou sluiten.

## Attracties

### Achtbanen
| Naam                  | Openingsjaar | Type                           | Bouwer          |
| --------------------- | ------------ | ------------------------------ | --------------- |
| Afterburner           | 1991         | Shuttle-achtbaan met lancering | Arrow Dynamics  |
| Safari Kiddie Coaster | 2002         | Stalen achtbaan                | Allan Herschell |
| Zyklon                | Onbekend     | Stalen achtbaan                | Pinfari         |

### Overige attracties
- Balloon Race
- Bumper Cars
- Calypso
- Carousel
- Ferris Wheel
- Flying Scooters
- Glass House
- Go Karts
- Paratrooper
- Roundup
- Scrambler
- Sea Dragon
- Tilt-a-Whirl
- Troika
- Waterslides

#### Kinderattracties
- Bouncy Room
- Bulgy the Whale
- Carousel
- Chariot Race
- Granny Bugs
- Hampton Cars
- Kiddie Ferris Wheel
- Kiddy Swings
- Pony Carts
- Sky Fighter
- Space Train
- Turtles
- Wetboats